# Musca wittweri
Musca wittweri este o specie de muște din genul Musca, familia Muscidae, descrisă de Zielke în anul 1974.
Este endemică în Kenya. Conform Catalogue of Life specia Musca wittweri nu are subspecii cunoscute.